# Регистр флагов
Регистр флагов или слово состояния процессора (ССП) — специализированный регистр, отражающий текущее состояние процессора.

## Архитектура x86
В микропроцессорах Intel 8086 имеет название FLAGS и является 16-разрядным. Расширенные регистры EFLAGS и RFLAGS, введённые в архитектурах IA-32 (процессоры 80386) и x86-64, являются 32-битными и 64-битными соответственно. Расширенные регистры сохраняют обратную совместимость.
Регистр флагов содержит группу флагов состояния, управляющий флаг и группу системных флагов:
| Регистр флагов Intel x86 | Регистр флагов Intel x86 | Регистр флагов Intel x86  | Регистр флагов Intel x86                 | Регистр флагов Intel x86 | Регистр флагов Intel x86 |
| Бит, №                   | Обозначение              | Название                  | Описание                                 | Тип флага                | Когда введён             |
| FLAGS                    | FLAGS                    | FLAGS                     | FLAGS                                    | FLAGS                    | FLAGS                    |
| ------------------------ | ------------------------ | ------------------------- | ---------------------------------------- | ------------------------ | ------------------------ |
| 0                        | CF                       | Carry Flag                | Флаг переноса                            | Состояние                |                          |
| 1                        | 1                        | 1                         | Зарезервирован                           |                          |                          |
| 2                        | PF                       | Parity Flag               | Флаг чётности                            | Состояние                |                          |
| 3                        | 0                        | 0                         | Зарезервирован                           |                          |                          |
| 4                        | AF                       | Auxiliary Carry Flag      | Вспомогательный флаг переноса            | Состояние                |                          |
| 5                        | 0                        | 0                         | Зарезервирован                           |                          |                          |
| 6                        | ZF                       | Zero Flag                 | Флаг нуля                                | Состояние                |                          |
| 7                        | SF                       | Sign Flag                 | Флаг знака                               | Состояние                |                          |
| 8                        | TF                       | Trap Flag                 | Флаг трассировки (пошаговое выполнение)  | Системный                |                          |
| 9                        | IF                       | Interrupt Enable Flag     | Флаг разрешения прерываний               | Системный                |                          |
| 10                       | DF                       | Direction Flag            | Флаг направления                         | Управляющий              |                          |
| 11                       | OF                       | Overflow Flag             | Флаг переполнения                        | Состояние                |                          |
| 12                       | IOPL                     | I/O Privilege Level       | Уровень приоритета ввода-вывода          | Системный                | 80286                    |
| 13                       | IOPL                     | I/O Privilege Level       | Уровень приоритета ввода-вывода          | Системный                | 80286                    |
| 14                       | NT                       | Nested Task               | Флаг вложенности задач                   | Системный                | 80286                    |
| 15                       | 0                        | 0                         | Зарезервирован                           |                          |                          |
| EFLAGS                   |                          |                           |                                          |                          |                          |
| 16                       | RF                       | Resume Flag               | Флаг возобновления                       | Системный                | 80386                    |
| 17                       | VM                       | Virtual-8086 Mode         | Режим виртуального процессора 8086       | Системный                | 80386                    |
| 18                       | AC                       | Alignment Check           | Проверка выравнивания                    | Системный                | 80486SX                  |
| 19                       | VIF                      | Virtual Interrupt Flag    | Виртуальный флаг разрешения прерывания   | Системный                | Pentium                  |
| 20                       | VIP                      | Virtual Interrupt Pending | Ожидающее виртуальное прерывание         | Системный                | Pentium                  |
| 21                       | ID                       | ID Flag                   | Проверка на доступность инструкции CPUID | Системный                | Поздние 80486            |
| 22                       | 0                        | 0                         | Зарезервированы                          |                          |                          |
| …                        | 0                        | 0                         | Зарезервированы                          |                          |                          |
| 31                       | 0                        | 0                         | Зарезервированы                          |                          |                          |
| RFLAGS                   |                          |                           |                                          |                          |                          |
| 32                       | 0                        | 0                         | Зарезервированы                          |                          |                          |
| …                        | 0                        | 0                         | Зарезервированы                          |                          |                          |
| 63                       | 0                        | 0                         | Зарезервированы                          |                          |                          |

Значение некоторых флагов в регистре флагов можно изменять напрямую, с помощью специальных инструкций (например, CLD для сброса флага направления), но нет инструкций, которые позволяют обратиться (проверить или изменить) к регистру флагов как к обычному регистру. Однако, можно сохранять регистр флагов в стек или регистр (E)AX и восстанавливать регистр флагов из них с помощью инструкций LAHF, SAHF, PUSHF, PUSHFD, POPF и POPFD.
При приостановке задачи (используя многозадачные возможности процессора), процессор автоматически сохраняет значение флага регистров в TSS (task state segment), при активизации новой задачи процессор загружает регистр флагов из TSS новой задачи.
Когда активизируется обработчик прерывания или обработчик исключительной ситуации, процессор автоматически сохраняет значение регистра флагов в текущем стеке.

### Флаги состояния в активном состоянии
Флаги состояния (биты 0, 2, 4, 6, 7 и 11) отражают результат выполнения арифметических инструкций, таких как ADD, SUB, MUL, DIV.
- CF — устанавливается при переносе из/заёме в (при вычитании) старший значащий бит результата и показывает наличие переполнения в беззнаковой целочисленной арифметике. Также используется в длинной арифметике.

- PF — устанавливается, если младший значащий байт результата содержит чётное число единичных (ненулевых) битов. Изначально этот флаг был ориентирован на использование в коммуникационных программах: при передаче данных по линиям связи для контроля мог также передаваться бит чётности (см., например: RS-232#Принцип работы) и инструкции для проверки флага чётности облегчали проверку целостности данных.

- AF — устанавливается при переносе или заёме из бита 4 результата. Этот флаг ориентирован на использование в двоично-десятичной (binary coded decimal, BCD) арифметике.

- ZF — устанавливается, если результат машинной операции по модулю 2 в степени k (где k — разрядность ячейки) равен нулю.

- SF — равен значению старшего значащего бита результата, который является знаковым битом в знаковой арифметике.

- OF — устанавливается, если целочисленный результат слишком длинный для размещения в целевом операнде (регистре или ячейке памяти). Этот флаг показывает наличие переполнения в знаковой целочисленной арифметике (в дополнительном коде).

Из перечисленных флагов только флаг CF можно изменять напрямую с помощью инструкций STC, CLC и CMC. Также, битовые инструкции (BT, BTS, BTR и BTC) копируют указанный бит во флаг CF.
Флаги состояния позволяют одной и той же арифметической инструкции выдавать результат трёх различных типов: беззнаковое, знаковое и двоично-десятично кодированное (BCD) целое число. Если результат считать беззнаковым числом, то флаг CF показывает условие переполнения (перенос или заём), для знакового результата (в дополнительном коде) перенос или заём показывает флаг OF, а для BCD-результата перенос/заём показывает флаг AF. Флаг SF отражает знак знакового результата, флаг ZF отражает и беззнаковый, и знаковый нулевой результат.
В длинной целочисленной арифметике флаг CF используется совместно с инструкциями сложения с переносом (ADC) и вычитания с заёмом (SBB) для распространения переноса или заёма из одного вычисляемого разряда длинного числа в другой.
Инструкции условного перехода Jcc (переход по условию cc — например, JNZ для перехода, если результат не ноль), SETcc (установить значение байта-результата в зависимости от условия cc), LOOPcc (организация цикла) и CMOVcc (условное копирование) используют один или несколько флагов состояния для проверки условия. Например, инструкция перехода JLE (jump if less or equal — переход, если «меньше или равен», ≤) проверяет условие «ZF=1 или SF ≠ OF».
Флаг PF был введён для совместимости с другими микропроцессорными архитектурами и по прямому назначению используется редко. Более распространено его использование совместно с остальными флагами состояния в арифметике с плавающей запятой: инструкции сравнения (FCOM, FCOMP и т. п.) в математическом сопроцессоре устанавливают в нём флаги-условия C0, C1, C2 и C3 и эти флаги можно скопировать в регистр флагов. Для этого рекомендуется использовать инструкцию FSTSW AX для сохранения слова состояния сопроцессора в регистре AX и инструкцию SAHF для последующего копирования содержимого регистра AH в младшие 8 битов регистра флагов, при этом C0 попадает во флаг CF, C2 — в PF, а C3 — в ZF. Флаг C2 устанавливается, например, в случае несравнимых аргументов (NaN или неподдерживаемый формат) в инструкции сравнения FUCOM.

### Управляющий флаг
Флаг направления (DF, бит 10 в регистре флагов) управляет строковыми инструкциями (MOVS, CMPS, SCAS, LODS и STOS): установка флага заставляет уменьшать адреса (обрабатывать строки от старших адресов к младшим), обнуление заставляет адреса увеличивать. Инструкции STD и CLD соответственно устанавливают и обнуляют флаг DF.

### Системные флаги и поле IOPL
Системные флаги и поле IOPL управляют операционной средой и не предназначены для использования в прикладных программах.
- IF — обнуление этого флага запрещает отвечать на маскируемые запросы на прерывание.

- TF — установка этого флага разрешает пошаговый режим отладки, когда после каждой выполненной инструкции происходит прерывание программы и вызов специального обработчика прерывания (см. также: Int3).

- IOPL — показывает уровень приоритета ввода-вывода исполняемой программы или задачи: чтобы программа или задача могла выполнять инструкции ввода-вывода или менять флаг IF, её текущий уровень приоритета (CPL) должен быть ≤ IOPL.

- NT — этот флаг устанавливается, когда текущая задача «вложена» в другую, прерванную задачу, и сегмент состояния TSS текущей задачи обеспечивает обратную связь с TSS предыдущей задачи. Флаг NT проверяется инструкцией IRET для определения типа возврата — межзадачного или внутризадачного.

- RF — флаг маскирования ошибок отладки.

- VM — установка этого флага в защищённом режиме вызывает переключение в режим виртуального 8086.

- AC — установка этого флага вместо с битом AM в регистре CR0 включает контроль выравнивания операндов при обращениях к памяти — обращение к невыравненному операнду вызывает исключительную ситуацию.

- VIF — виртуальная копия флага IF; используется совместно с флагом VIP.

- VIP — устанавливается для указания наличия отложенного прерывания; используется совместно с флагом VIF.

- ID — возможность программно изменить этот флаг в регистре флагов указывает на поддержку инструкции CPUID.[2]

### Идентификация процессора
В поздних версиях процессора 80486 появилась инструкция CPUID, позволяющая идентифицировать процессор, на котором работает программа. В более ранних процессорах для идентификации нужно анализировать особенности поведения инструкций и, в том числе, регистра флагов.
К примеру, в процессорах 8086 и 80186 биты 12-15 регистра флагов всегда установлены, в процессорах 80286 и новее биты 12-14 содержат поле IOPL и флаг NT и в реальном режиме всегда сброшены. Это позволяет в 16-битном коде различать процессоры 808x/8018x, 80286 и 80386 (и новее):
```
	
pushf
			
; (Сохранить исходное состояние регистра флагов)

	
pushf
			
; Скопировать регистр флагов...

	
pop
 
ax
			
; ...в регистр AX

	
xor
 
ah
,
11110000
b
	
; Поменять значение старших 4 битов

	
push
 
ax
			
; Скопировать регистр AX

	
popf
			
; ...в регистр флагов

	
pushf
			
; Скопировать регистр флагов...

	
pop
 
bx
			
; ...в регистр BX

	
popf
			
; (Восстановить исходное состояние регистра флагов)

	
xor
 
ah
,
bh
		
; AH=0 (биты в регистре флагов не поменялись) → 808x-80286, иначе 80386+

	
and
 
bh
,
11110000
b
	
; BH=F0h (все 4 бита установлены) → 808x/8018x, 0 → 80286

```

Также, флаг AC (бит 18), введённый в 80486, всегда сброшен в 80386, что и позволяет различить эти процессоры:
```
        
and
 
sp
,
not
 
3
		
; Выравнять стек, чтобы не было ошибок выравнивания при обращении к нему

	
pushfd
			
; (Сохранить исходное состояние регистра флагов)

	
pushfd
			
; Скопировать регистр флагов...

	
pop
 
eax
			
; ...в регистр EAX

	
xor
 
eax
,
40000
h
		
; Поменять значение бита 18 (флаг AC)

	
push
 
eax
		
; Скопировать регистр EAX

	
popfd
			
; ...в регистр флагов

	
pushfd
			
; Скопировать регистр флагов...

	
pop
 
ecx
			
; ...в регистр ECX

	
popfd
			
; (Восстановить исходное состояние регистра флагов)

	
xor
 
eax
,
ecx
		
; EAX=0 (бит в регистре флагов не поменялся) → 80386

```

Аналогично, в старых моделях 80486, где инструкция CPUID ещё не введена, флаг ID (бит 21) всегда сброшен, что позволяет идентифицировать процессоры 80386 и старые модели 80486:
```
	
pushfd
			
; (Сохранить исходное состояние регистра флагов)

	
pushfd
			
; Скопировать регистр флагов...

	
pop
 
eax
			
; ...в регистр EAX

	
mov
 
ecx
,
eax
		
; ...и в регистр ECX

	
or
 
eax
,
200000
h
		
; Установить бит 21 (флаг ID)

	
push
 
eax
		
; Скопировать регистр EAX

	
popfd
			
; ...в регистр флагов

	
pushfd
			
; Скопировать регистр флагов...

	
pop
 
eax
			
; ...в регистр EAX

	
popfd
			
; (Восстановить исходное состояние регистра флагов)

	
xor
 
eax
,
ecx
		
; EAX=0 (бит в регистре флагов не устанавливался) → 80386/старые 80486

```